# Cupha nagara
Cupha nagara är en fjärilsart som beskrevs av Hans Fruhstorfer 1912. Cupha nagara ingår i släktet Cupha och familjen praktfjärilar. Inga underarter finns listade i Catalogue of Life.